# Sonia Topazio
Sonia Topazio (Potenza, 8 settembre 1969) è un'attrice, giornalista e scrittrice italiana. È stata capo ufficio stampa dell'Istituto Nazionale di Geofisica e Vulcanologia (INGV). Da aprile 2022 ha ricoperto il ruolo di addetto stampa per il Presidente della Commissione Parlamentare d’inchiesta sul fenomeno delle mafie e sulle altre associazioni criminali, anche straniere, Sen. Nicola Morra – XVIII Legislatura. Da febbraio 2023 è responsabile per la regione Basilicata del Centro Democratico CD partito presieduto dall'On. Bruno Tabacci.

## Biografia
Durante gli anni ottanta pratica attività sportiva, conquistando il podio in diverse gare nazionali juniores e in competizioni organizzate dall'Unione Italiana Sport per Tutti. Abbandonata la carriera sportiva a causa di problemi ai tendini si dedica al teatro e al cinema, esordendo a 19 anni nel ruolo di Nina Ciampa, nel Berretto a sonagli di Pirandello, messo in scena dalla compagnia Sicilia Teatro, per la regia di Mauro Bolognini.
Dopo aver recitato in diversi film e aver lavorato come modella nel 1996 partecipa su Rai 2 alla trasmissione Macao di Gianni Boncompagni. Nel 1997 inizia la carriera come conduttrice televisiva sulla rete locale laziale Telelazio, presentando Runners, un programma sportivo sul podismo.
Nel 1999 recita nel film erotico Corti circuiti erotici Vol. 2 di Tinto Brass, protagonista dell'episodio Benedetta trasgressione, mentre nel luglio del 2000 è la protagonista, insieme a Giovanna Casotto e a Gisy Scerman, del fotoromanzo Quattro bambole per una rapina, realizzato dal disegnatore e illustratore Franco Saudelli e pubblicato sulla rivista erotica Blue.
È scelta dalla rivista Playmen per il calendario 2000. Nel 2001 si laurea in Lettere e filosofia, con indirizzo Cinema e spettacolo all'Università degli Studi di Roma "La Sapienza". Alcuni mesi dopo la laurea inizia a lavorare per l'INGV (Istituto Nazionale di Geofisica e Vulcanologia), pur continuando brevemente la carriera di attrice, con la partecipazione a un film TV. Sempre nel 2001 posa per l'edizione italiana di Playboy in un servizio pubblicato nel numero di dicembre 2001. La rivista erotica Blue le dedica la copertina del numero di agosto 2003, con una foto ancora di Saudelli.
Nel 2004 diviene capo del neonato ufficio stampa dell'Istituto. In veste di giornalista pubblicista, iscritta all'albo dei giornalisti del Lazio, all'Unione dei giornalisti scientifici italiani e all'European Union of Science Journalists' Associations scrive per diversi quotidiani e riviste, tra cui Il Messaggero, ed è autrice del libro Il taglio nell'anima, edito nel 2005, con prefazione di Dario Argento, i cui diritti cinematografici sono stati acquistati dalla Blu Cinematografica, e sulla base del quale scrive un trattamento con il critico cinematografico Tatti Sanguineti. Con il geologo e giornalista Franco Foresta Martin ha curato l'Agenda della Terra, edita da Aliberti editore nel 2008.
È direttore responsabile della rivista on line Conosco Imparo Prevengo. Ha condotto per l'emittente satellitare UnoSat I quattro elementi, un programma scientifico divulgativo.

## Controversie
- A partire dal 2009 è oggetto di ripetute contestazioni,[1][2][7][8][9][10][11] alcune apparentemente provenienti da precari lavoranti all'INGV, in cui si mettono in dubbio l'opportunità e la competenza rispetto al suo ruolo di capo ufficio stampa, visti anche i trascorsi di modella e attrice sexy. In un'intervista a Il Fatto Quotidiano[11], rilasciata nel giugno 2012 dopo l'ennesima contestazione di dovere il suo incarico a una sua presunta relazione con l'allora presidente dell'INGV, il geofisico Enzo Boschi, la Topazio ha ribattuto:

(Intervista a Il Fatto quotidiano, 18 giugno 2012)
 Quando il giornalista le chiede di fare il nome del politico, la Topazio risponde «Si dice il peccato, non il peccatore. Facciamo così, ti dico il suo nome se tu mi dici i nomi dei precari che insistono ancora con questa storia.». Il clamore mediatico generato dalla diffusione dell'intervista, interpretata da alcuni come un attacco alla competenza dei dipendenti dell'INGV e dei giornalisti scientifici, e riportata dai media come una ammissione di colpevolezza, costringe la Topazio a ribadire in successive interviste:
(Intervista a Sky TG 24, 19 giugno 2012.)

## Filmografia

### Cinema
- Una donna da guardare, regia di Michele Quaglieri (1990)
- La carne, regia di Marco Ferreri (1991)
- La villa del venerdì, regia di Mauro Bolognini (1991)
- Omicidio a luci blu, regia di Alfonso Brescia (1991)
- Ultimi fuochi d'estate, regia di Mario Gariazzo (1992)
- Club vacanze, regia di Alfonso Brescia (1996)
- La sindrome di Stendhal, regia di Dario Argento (1996)
- M.D.C. - Maschera di cera, regia di Sergio Stivaletti (1997)
- Stressati, regia di Mauro Cappelloni (1997)
- Top Girl, regia di Joe D'Amato (1997)
- Il delitto di Via Monte Parioli, regia di Antonio Bonifacio (1998)
- Benedetta trasgressione!, regia di Enrico Bernard, episodio del film Corti circuiti erotici (1999)
- Besame mucho, regia di Maurizio Ponzi (1999)
- La donna del delitto, regia di Corrado Colombo (2000)
- Ogni lasciato è perso, regia di Piero Chiambretti (2001)
- Ti spiace se bacio mamma?, regia di Alessandro Benvenuti (2003)

### Televisione
- Europa Connection - serie TV (1992)
- Il mago, regia di Ezio Pascucci - film TV (1995)
- Macao - programma TV (1997)
- La madre inutile, regia di José María Sánchez - film TV (1998)
- A due passi dal cielo, regia di Sergio Martino - film TV (1999)
- Tinto Brass Presents Erotic Short Stories: Part 2 - Quattro, regia collettiva - film TV (1999) - (Segmento 2 - Benedetta Trasgressione)
- Cornetti al miele, regia di Sergio Martino - film TV (1999)
- Ricominciare - serie TV, episodi 1x2 (2000)
- La stanza della fotografia, regia di Antonio Bonifacio - film TV (2000)
- Una donna per amico - regia Marcantonio Graffeo - fiction (2001)
- Turbo - serie TV, 7 episodi (1999-2001)
- Part Time, regia di Angelo Longoni - film TV (2004)

## Teatro
- II berretto a sonagli, di Luigi Pirandello, regia Mauro Bolognini
- Harem, di Alberto Bassetti, regia Giorgio Albertazzi
- Vallette e cannibali strafatti di crack, di Billy Bermingham, regia di Marcantonio Graffeo

## Opere letterarie
- Il taglio dell'anima, Aliberti editore, 2005, ISBN 88-7424-088-0
- (con Franco Foresta Martin), Agenda della Terra, Aliberti editore, 2008, ISBN 88-7424-288-3, ISBN 978-88-7424-288-7
- Non voglio storie, Aliberti editore, 2008, ISBN 88-7424-405-3
- Luigia - Rassegna letteraria Giulio passami il libro 24 maggio 2010
- AA.VV., Non proprio così, Perrone Editore, 2011 ISBN 978-88-6004-191-3
- AA.VV., Quel giorno in un attimo, Perrone Editore, 2011 ISBN 978-88-6004-206-4
- Nusja e virgjër, Dudaj Botimet, 2013, ISBN 978-99943-0-322-9
- La sposa vergine, CLDLibri Editore, 2013 ISBN 978-88-7399244-8
- AA.VV. Sorridi sei a Nettuno, a cura di Ugo Magnanti, Fusibilia Editore, 2018 ISBN 978-88-98649-54-9
- I signori dei terremoti, Doppiavoce editore, 2019, ISBN 978-88-89972-85-4